# Giovanni Antonio Amati
Pour les articles homonymes, voir Amati.
Giovanni Antonio Amati (ou Amato) (né en 1475 à Naples, en Campanie - mort en 1555) est un peintre italien du XVIe siècle.

## Biographie
Giovanni Antonio Amati (ou Amato) (dit aussi l'Ancien pour le différencier de son neveu du même nom) est un peintre italien de la haute Renaissance. Né à Naples, il s'inspire du style de Pietro Perugino.
Parmi ses élèves, on trouve Giovanni Vincenzo Corso, Giovanni Bernardo Lama, Loca Battista, Simone Pappa le Jeune (en), Pietro Negroni et Cesare Turco. Le peintre Giovanni Antonio di Amato le Jeune, marié au peintre Mariangiola Criscuolo, était son neveu.